# Grafton Architects

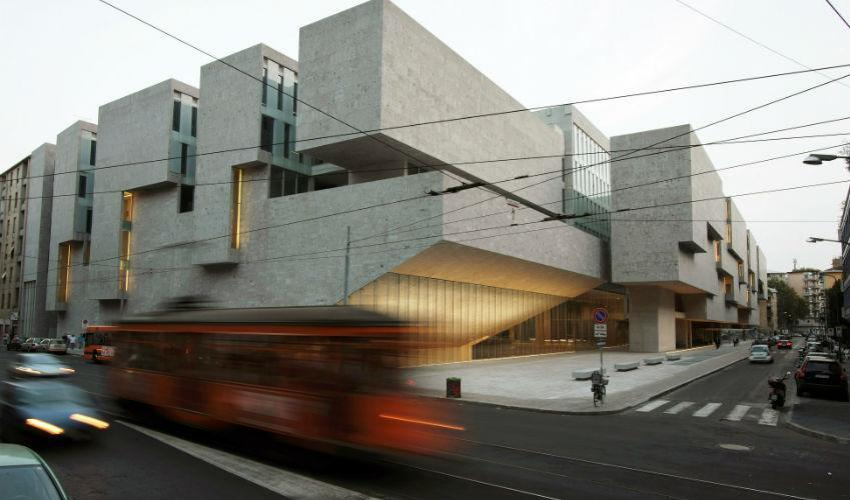
Università Commerciale Luigi Bocconi i Milano.

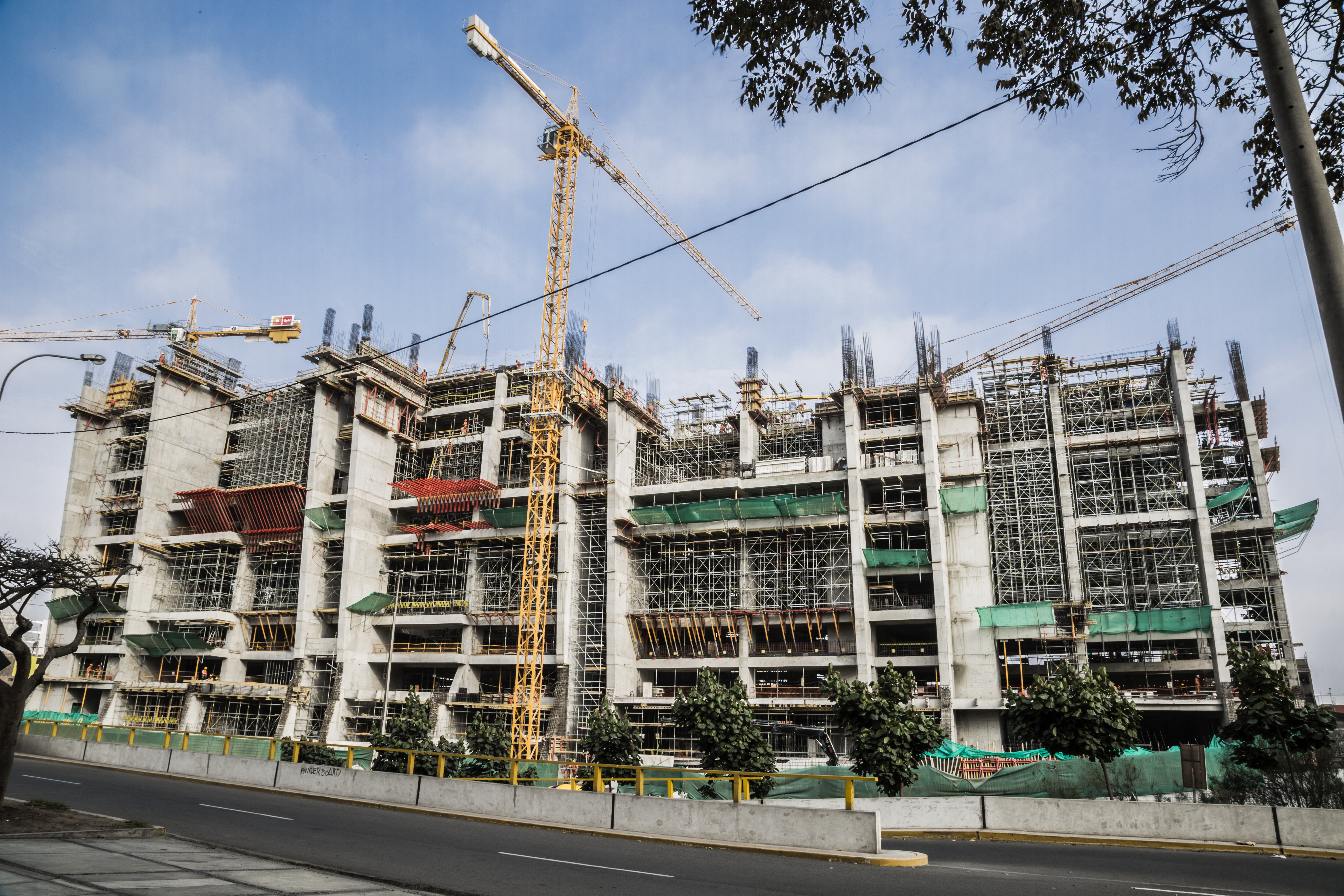
Universidad de Ingeniería & Tecnologia i Lima i Peru.

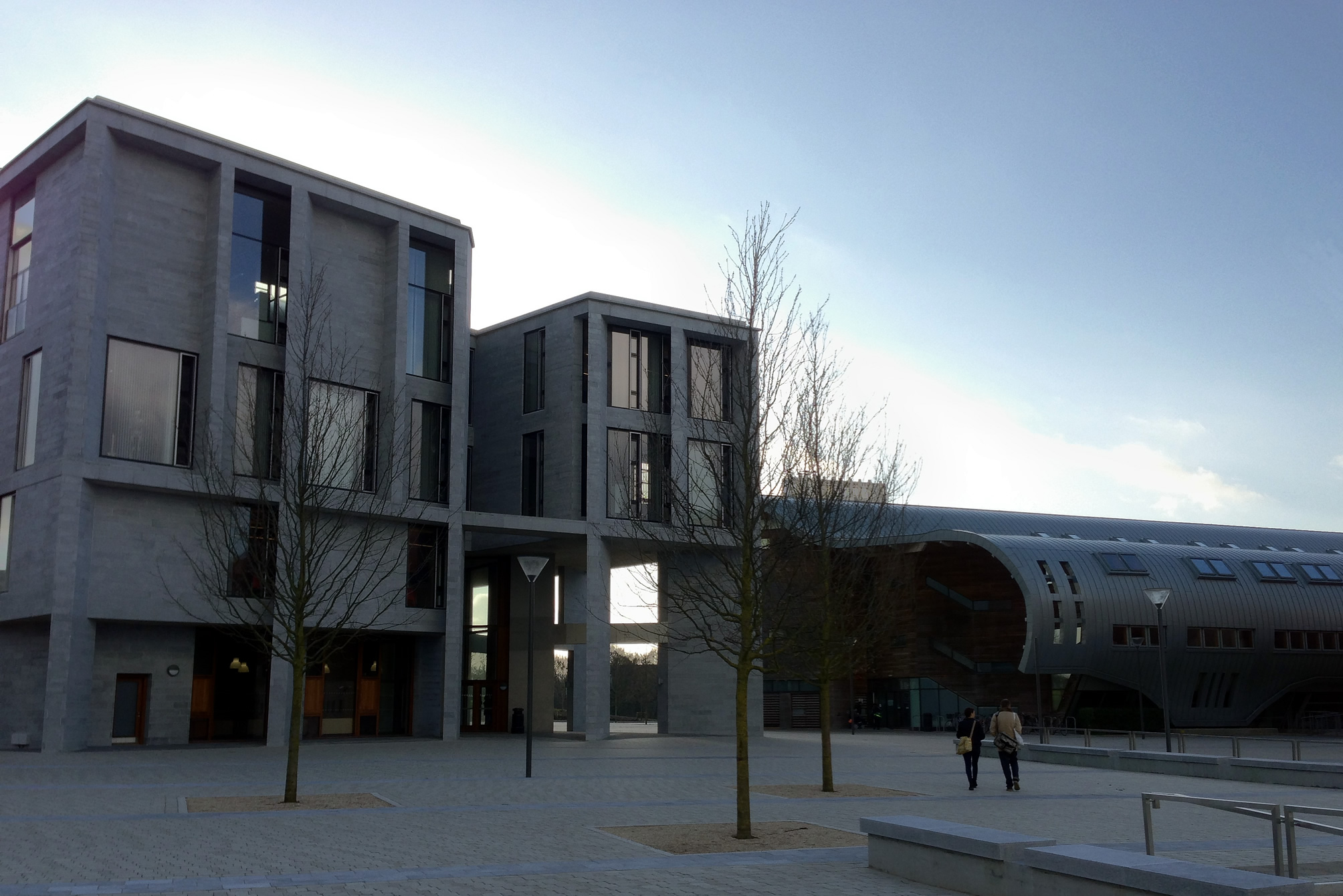
School of Medicine på University of Limerick i Irland.

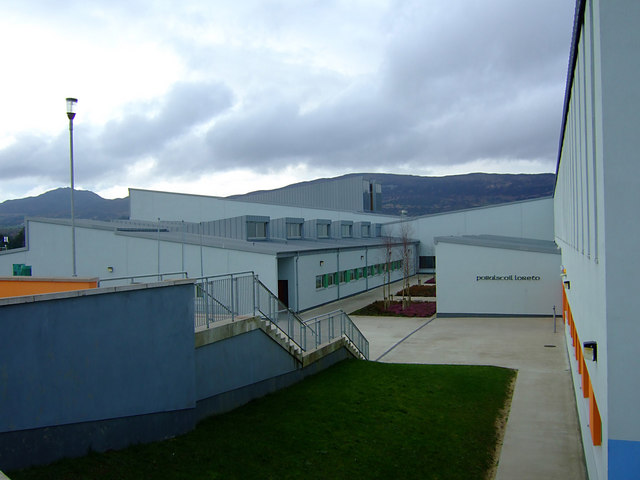
Loretoskolan i Milford i County Donegal, Irland.

Grafton Architects är en arkitektbyrå i Irland.
Grafton Architects grundades vid Grafton Street i Dublin 1978 av Yvonne Farrell och Shelley McNamara. Gerard Carty och Philippe O’Sullivan anslöt sig till byrån 1992.
Arkitektbyråns University Medical School var kortlistad 2013 för Stirlingpriset. År 2016 vann byrån det nyinstiftade RIBA International Prize för Campus Barranco för Universidad de Ingeniería & Tecnologia i Lima i Peru. År 2019 fick hon 2002 års Royal Gold Medal.
År 2018 var Yvonne Farrell och Shelley McNamara kuratorer för Arkitekturbiennalen i Venedig på tema "Freespace".

## Verk i urval
- Loreto Community School, Milford i County Donegal, Irland, 2006
- Solstice Arts Centre, Navan, Irland, 2008
- Università Commerciale Luigi Bocconi, Milano, Italien, 2008
- President's House, University of Limerick, Limerick, Irland
- Medical School, bostäder, piazza och pergola, University of Limerick, Irland, 2012
- Institut Mines Telecom, Paris, Frankrike, 2013
- Universitetscampus, Universidad de Ingeniería & Tecnologia, Lima, Peru, 2015